# Model Behavior (2000)
Model Behavior is een televisiefilm uit 2000 onder regie van Mark Rosman. De hoofdrollen worden vertolkt door Maggie Lawson, Justin Timberlake en Kathie Lee Gifford. De film is gebaseerd op het boek "Janine & Alex, Alex & Janine" van Michael Graubart Levin. Het is ook een moderne interpretatie van het klassieke verhaal "De Prins en de Bedelaar" van Mark Twain. De film werd voor het eerst uitgezonden op ABC in de reeks The Wonderful World of Disney.

## Verhaal
Alex Burroughs is een verlegen, onzekere tiener die ervan droomt modeontwerpster te worden. Terwijl ze haar vader helpt met zijn cateringbedrijf op een feestje, ontmoet ze de mooie Janine Adams, een beroemd tienermodel. Janine is het zat dat haar moeder, die haar manager is, haar alleen maar doet werken.
De meisjes realiseren zich dat ze sprekend op elkaar lijken. Het enige echte verschil is dat Alex een bril moet dragen. Daarop besluiten Alex en Janine een tijdje van plaats te wisselen. Alex krijgt echter af te rekenen met Janines dominante moeder Deirdre en Alex' jongere broer Josh probeert het "Janine"-geheim te onthullen. De problemen beginnen pas echt wanneer Alex op date gaat met het knap mannelijk model Jason Sharp en Janine een date krijgt met Eric Singer, de populairste jongen van Alex' school.

## Rolverdeling
| Acteur             | Personage      |
| ------------------ | -------------- |
| Maggie Lawson      | Alex Burroughs |
| Maggie Lawson      | Janine Adams   |
| Justin Timberlake  | Jason Sharpe   |
| Kathie Lee Gifford | Deirdre Adams  |
| Jim Abele          | Ted Burroughs  |
| Daniel Clark       | Josh Burroughs |
| Karen Hines        | Monique        |
| Jesse Nilsson      | Eric Singer    |
| Cody Gifford       | Max Adams      |
| Vendela Kirsebom   | zichzelf       |
| Jake Steinfeld     | zichzelf       |
| Nobody's Angel     | zichzelf       |
| Lisa Ng            | Sharon         |
| Ramona Pringle     | Mindy Kaylis   |
| Ann Turnbull       | Mrs. Burroughs |

## Soundtrack
- "Here We Go" (*NSYNC)
- "Hello World" (Belle Perez)
- "Walking on Sunshine" (Katrina & the Waves)
- "Power to the Meek" (Eurythmics)
- "Let That Be Enough" (Switchfoot)
- "If You Wanna Dance" (Nobody's Angel)
- "Ooh La La La" (Nobody's Angel)
- "Wishing on You" (Nobody's Angel)
- "I Can't Help Myself" (Nobody's Angel)
- "Beautiful Thing" (All Star United)

## Varia
- Model Behavior was het filmdebuut van Justin Timberlake[1]